# Hans Münkner
Hans-Hermann Münkner (* 6. April 1935 in Pommern) ist ein deutscher Jurist, Professor, Autor und Herausgeber. Er war von 1972 bis 2000 Professor für in- und ausländisches Gesellschaftsrecht und Genossenschaftslehre an der Philipps-Universität Marburg und gilt als einer der weltweit führenden Genossenschaftswissenschaftler.

## Leben
Hans-H. Münkner studierte in Marburg, Mainz und an der Freien Universität Berlin Rechtswissenschaft und legte 1961 die erste juristische Staatsprüfung ab. Von 1962 bis 1963 qualifizierte er sich in einem Ausbildungsprogramm der Genossenschaftsverbände und der Bundesregierung als Genossenschaftsberater für Entwicklungsländer. Ab 1964 arbeitete er als Assistent am Institut für Genossenschaftswesen in Entwicklungsländern an der Philipps-Universität Marburg und war seitdem als Lehrbeauftragter der Rechts- und Staatswissenschaftlichen Fakultät mit der juristischen Ausbildung von Genossenschaftsökonomen aus afrikanischen Ländern betraut.
Im Jahr 1971 wurde er mit der Dissertation über Die Organisation der eingetragenen Genossenschaft in den zum englischen Rechtskreis gehörenden Ländern Schwarzafrikas, dargestellt am Beispiel Ghanas zum Dr. jur. promoviert. Er gilt seitdem als Experte für das afrikanische Genossenschaftsrecht.
1972 wurde Münkner am Fachbereich Wirtschaftswissenschaften der Philipps-Universität in Marburg zum Professor für In- und Ausländisches Genossenschaftsrecht ernannt. In seinen Forschungen beschäftigte er sich mit dem Gesellschafts- und Bodenrecht der Entwicklungsländer, insbesondere im Genossenschaftsrecht.
Seit seiner Emeritierung im Jahr 2000 beobachtet und kommentiert er weiterhin internationale Genossenschaftsentwicklungen.

## Veröffentlichungen (Auswahl)
- Die Organisation der eingetragenen Genossenschaft in den zum englischen Rechtskreis gehörenden Ländern Schwarzafrikas, dargestellt am Beispiel Ghanas (Dissertation), Marburg, 1971
- Die Genossenschaft neutraler Organisationstypen, 1989
- Chancen der Genossenschaften in den neunziger Jahren in Strukturfragen der deutschen Genossenschaften Teil IV, 1991, ISBN 9783781904590
- Zukunftsicherung der Genossenschaft (mit Grosskopf/Ringle), 1998
- Genossenschaften und Kooperation in einer sich wandelnden Welt, Hrsg., 2000

- Recht in Afrika · Law in Africa · Droit en Afrique. 2004, Mit Beiträgen von: Irene Ngum Asanga, Steven J. Bwana, Clivia von Dewitz, Kaniye S.A. Ebeku, Ibrahim H. Juma, Hans-H. Münkner, Wilhelm J.G. Möhlig, Abdulmumini A. Oba, Heinrich Scholler †. ISBN 978-3-89645-337-2 Reihe Recht in Afrika · Law in Africa · Droit en Afrique Jahrgang 2004, Heft 2

- Economie Sociale: Eine Alternative zum Kapitalismus, Thierry Jeantet (Autor), Hans H Münkner (Übersetzer), Verein zur Förderung der sozialpolitischen Arbeit, Juli 2010, ISBN 9783940865106
- Neue Genossenschaften und innovative Aktionsfelder : Grundlagen und Fallstudien, Nomos Verlag, Juli 2010, ISBN  9783832958015
- Genossenschaftliche Kooperation – anders wirtschaften!, von Günther Ringle (Herausgeber), Hans-H. Münkner (Herausgeber), (Marburger Schriften Zur Genossenschaftlichen Kooperation), Nomos Verlag, September 2012, ISBN 9783832977665
- Organisiert Euch in Genossenschaften! Anders Wirtschaften für eine bessere Welt (= Kölner Beiträge zum Genossenschaftswesen Nr. 5) LIT Verlag,  Juni 2014, ISBN 9783643124234
- Unsere Genossenschaft: Idee – Auftrag – Leistungen, von Werner Grosskopf (Autor), Hans-H. Münkner (Autor), Günther Ringle (Autor), Deutscher Genossenschafts-Verlag, September 2017, ISBN 9783871511929